# FADEC

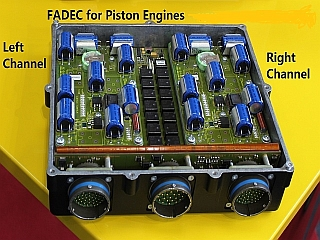
Geöffnete FADEC für Kolbentriebwerke

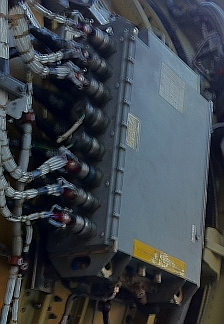
FADEC an einem Strahltriebwerk

Unter einer Full Authority Digital Engine Control (FADEC) (digitale Triebwerksregelung mit allen Befugnissen) wird in der Luftfahrt im Allgemeinen eine autonome, volldigitale Triebwerksregelung verstanden. Damit ist gemeint, dass die komplette Regelung und die Kontrolle über Strahl- oder Kolbentriebwerke innerhalb der FADEC erfolgt. Im Triebwerk enthaltene Komponenten, wie die Leitschaufelverstellung, Einrichtungen zur Kraftstoffbemessung oder Gehäusekühlung werden von der FADEC geregelt. Im Gegensatz zu einer einfacheren Motorsteuerung (englisch Engine control unit, ECU), die übergeordnete Regelstrecken für den Betrieb benötigt, kann eine FADEC das Triebwerk in allen Betriebszuständen autonom regeln.
Die Kommunikation zwischen der Flugsteuerung und der FADEC erfolgt in der zivilen Luftfahrt über das standardisierte serielle Protokoll ARINC 429. Dieses ARINC-429-Protokoll wird auch zur Kommunikation anderer Komponenten im Flugzeug benutzt, ist also nicht auf das Triebwerk beschränkt.
Hauptstellgröße für den Triebwerkschub kann das EPR (Engine Pressure Ratio), das Druckverhältnis der von der Turbine ausgestoßenen zur vom Kompressor angesaugten Luft oder auch die auf Umgebungsbedingungen korrigierte Fandrehzahl sein. Es gibt aber viele verschiedene Regelkreise, die sich an den notwendigen Anwendungsfall des Triebwerks anpassen. So wird während des Anlassvorgangs ein anderer Regelkreis benötigt, als wenn das Triebwerk stabil auf Leerlaufdrehzahl läuft und dann als Regelparameter z. B. den Hochdruckverdichteraustrittsdruck oder die physikalische Hochdruckverdichterdrehzahl überwacht.
Die Entwicklung dieser Regler und die anfänglichen Vorbehalte gegen diese Technik führten dazu, dass der Regler komplett redundant aufgebaut ist. Sämtliche Kabelverbindungen zu den Stellgliedern am Triebwerk werden 2-kanalig angesteuert und abgefragt. Erst die Entwicklung dieser digitalen Regler ermöglichte es, die von den Fluggesellschaften geforderten Kerosineinsparungen zu realisieren.
Ein weiterer positiver Nebeneffekt ist die stark verbesserte Kontrolle über den Zustand eines Triebwerks. Die Daten werden zentral erfasst und gespeichert bzw. werden bereits während des Flugbetriebs an die Wartungsbasis übermittelt (Telemetrie) und notwendige Reparaturen auf ein zeitliches Minimum reduziert.
Die Entwicklung dieser Technik war ein Beitrag zum 2-Mann-Cockpit, der früher notwendige Flugingenieur konnte eingespart werden. Die Hauptaufgabe des Flugingenieurs war nämlich die Überwachung und auch die Steuerung der Triebwerke. Mit FADEC überwacht nun ein Computer die Befehle an das Triebwerk; die Piloten können nun in jeder Situation den Schub selbst regeln, und zwar ohne dass abrupte oder unüberlegte Befehle das Triebwerk beschädigen oder die Flugsicherheit gefährden.
Führende Hersteller solcher Regelungen sind in der zivilen Luftfahrt die Firmen Hamilton Sundstrand für Pratt & Whitney und IAE. Für die Triebwerke von General Electric oder CFM International kommen die Komponenten von BAE Systems zum Einsatz. In Deutschland entwickelt und produziert MTU Aero Engines die Regelung des Eurofighters.